# Collegio di Bromsgrove
Bromsgrove è un collegio elettorale inglese situato nelle Midlands Occidentali, rappresentato alla Camera dei comuni del Parlamento del Regno Unito. Elegge un membro del parlamento con il sistema first-past-the-post, ossia maggioritario a turno unico; l'attuale parlamentare è Bradley Thomas del Partito Conservatore, che rappresenta il collegio dal 2024.

## Estensione
- 1950-1974: i distretti urbani di Bromsgrove e Redditch e il distretto rurale di Bromsgrove. Il collegio fu ri-denominato "Bromsgrove and Redditch" nel 1974, ma i confini rimasero inalterati fino al 1983.
- dal 1983: il distretto di Bromsgrove.

Il collegio copre la stessa area del distretto di Bromsgrove, nel Worcestershire settentrionale. Comprende i villaggi di Alvechurch, Barnt Green, Belbroughton, Blackwell, Clent, Cofton Hackett, Hagley, Hollywood, Lickey, Marlbrook, Rubery, Tardebigge e Wythall.

## Membri del parlamento
| Elezione | Elezione        | Deputato              | Partito               |
| -------- | --------------- | --------------------- | --------------------- |
|          | 1950            | Michael Higgs         | Conservatore          |
| 1955     | James Dance     |                       | Conservatore          |
|          | 1957 (S)        | Terry Davis           | Laburista             |
|          | Feb 1974        | Collegio abolito      | Collegio abolito      |
|          | 1983            | Collegio ri-istituito | Collegio ri-istituito |
|          | 1983            | Hal Miller            | Conservatore          |
| 1992     | Roy Thomason    |                       | Conservatore          |
| 1997     | Julie Kirkbride |                       | Conservatore          |
| 2010     | Sajid Javid     |                       | Conservatore          |
| 2024     | Bradley Thomas  |                       | Conservatore          |

## Elezioni

### Elezioni negli anni 2020
| Partito                    | Partito                                   | Candidato                  | Risultati 4 luglio 2024 | Risultati 4 luglio 2024 |
| Partito                    | Partito                                   | Candidato                  | Voti                    | %                       |
| -------------------------- | ----------------------------------------- | -------------------------- | ----------------------- | ----------------------- |
|                            | Conservatore                              | Bradley Thomas             | 16 533                  | 32,80                   |
|                            | Laburista                                 | Neena Gill                 | 13 517                  | 26,82                   |
|                            | Reform UK                                 | Glen Brampton              | 9 584                   | 19,01                   |
|                            | Lib Dem                                   | David Nicholl              | 7 391                   | 14,66                   |
|                            | Verdi                                     | Talia Ellis                | 1 675                   | 3,32                    |
|                            | Indipendente                              | Sam Ammar                  | 1 561                   | 3,10                    |
|                            | Workers                                   | Aheesha Zahir              | 144                     | 0,29                    |
|                            |                                           |                            |                         |                         |
| Iscritti                   | Iscritti                                  | Iscritti                   | 76 468                  | 100,00                  |
| ↳ Votanti (% su iscritti)  | ↳ Votanti (% su iscritti)                 | ↳ Votanti (% su iscritti)  | 50 405                  | 65,92                   |
| ↳ Astenuti (% su iscritti) | ↳ Astenuti (% su iscritti)                | ↳ Astenuti (% su iscritti) | 26 063                  | 34,08                   |
|                            |                                           |                            |                         |                         |
|                            | Esito: collegio confermato a Conservatore |                            |                         |                         |

### Elezioni negli anni 2010
| Partito                    | Partito                                   | Candidato                  | Risultati 12 dicembre 2019 | Risultati 12 dicembre 2019 |
| Partito                    | Partito                                   | Candidato                  | Voti                       | %                          |
| -------------------------- | ----------------------------------------- | -------------------------- | -------------------------- | -------------------------- |
|                            | Conservatore                              | Sajid Javid                | 34 408                     | 63,40                      |
|                            | Laburista                                 | Rory Shannon               | 11 302                     | 20,82                      |
|                            | Lib Dem                                   | David Nicholl              | 6 779                      | 12,49                      |
|                            | Verdi                                     | Kevin White                | 1 783                      | 3,29                       |
|                            |                                           |                            |                            |                            |
| Iscritti                   | Iscritti                                  | Iscritti                   | 75 079                     | 100,00                     |
| ↳ Votanti (% su iscritti)  | ↳ Votanti (% su iscritti)                 | ↳ Votanti (% su iscritti)  | 54 532                     | 72,63                      |
| ↳ Astenuti (% su iscritti) | ↳ Astenuti (% su iscritti)                | ↳ Astenuti (% su iscritti) | 20 547                     | 27,37                      |
|                            |                                           |                            |                            |                            |
|                            | Esito: collegio confermato a Conservatore |                            |                            |                            |

| Partito                    | Partito                                   | Candidato                  | Risultati 8 giugno 2017 | Risultati 8 giugno 2017 |
| Partito                    | Partito                                   | Candidato                  | Voti                    | %                       |
| -------------------------- | ----------------------------------------- | -------------------------- | ----------------------- | ----------------------- |
|                            | Conservatore                              | Sajid Javid                | 33 493                  | 61,98                   |
|                            | Laburista                                 | Michael Thompson           | 16 920                  | 31,31                   |
|                            | Lib Dem                                   | Neil Lewis                 | 2 488                   | 4,60                    |
|                            | Verdi                                     | Giovanni Esposito          | 1 139                   | 2,11                    |
|                            |                                           |                            |                         |                         |
| Iscritti                   | Iscritti                                  | Iscritti                   | 73 324                  | 100,00                  |
| ↳ Votanti (% su iscritti)  | ↳ Votanti (% su iscritti)                 | ↳ Votanti (% su iscritti)  | 54 040                  | 73,70                   |
| ↳ Astenuti (% su iscritti) | ↳ Astenuti (% su iscritti)                | ↳ Astenuti (% su iscritti) | 19 284                  | 26,30                   |
|                            |                                           |                            |                         |                         |
|                            | Esito: collegio confermato a Conservatore |                            |                         |                         |

| Partito                    | Partito                                   | Candidato                  | Risultati 7 maggio 2015 | Risultati 7 maggio 2015 |
| Partito                    | Partito                                   | Candidato                  | Voti                    | %                       |
| -------------------------- | ----------------------------------------- | -------------------------- | ----------------------- | ----------------------- |
|                            | Conservatore                              | Sajid Javid                | 28 133                  | 53,85                   |
|                            | Laburista                                 | Tom Ebbutt                 | 11 604                  | 22,21                   |
|                            | UKIP                                      | Stuart Cross               | 8 163                   | 15,62                   |
|                            | Lib Dem                                   | Bart Ricketts              | 2 616                   | 5,01                    |
|                            | Verdi                                     | Giovanni Esposito          | 1 729                   | 3,31                    |
|                            |                                           |                            |                         |                         |
| Iscritti                   | Iscritti                                  | Iscritti                   | 73 377                  | 100,00                  |
| ↳ Votanti (% su iscritti)  | ↳ Votanti (% su iscritti)                 | ↳ Votanti (% su iscritti)  | 52 245                  | 71,20                   |
| ↳ Astenuti (% su iscritti) | ↳ Astenuti (% su iscritti)                | ↳ Astenuti (% su iscritti) | 21 132                  | 28,80                   |
|                            |                                           |                            |                         |                         |
|                            | Esito: collegio confermato a Conservatore |                            |                         |                         |

| Partito                    | Partito                                   | Candidato                  | Risultati 6 maggio 2010 | Risultati 6 maggio 2010 |
| Partito                    | Partito                                   | Candidato                  | Voti                    | %                       |
| -------------------------- | ----------------------------------------- | -------------------------- | ----------------------- | ----------------------- |
|                            | Conservatore                              | Sajid Javid                | 22 558                  | 43,69                   |
|                            | Laburista                                 | Sam Burden                 | 11 250                  | 21,79                   |
|                            | Lib Dem                                   | Philip Ling                | 10 124                  | 19,61                   |
|                            | UKIP                                      | Steven Morson              | 2 950                   | 5,71                    |
|                            | Bromsgrove Independent Conservative       | Adrian Kriss               | 2 182                   | 4,23                    |
|                            | BNP                                       | Elizabeth Wainwright       | 1 923                   | 3,72                    |
|                            | Indipendente                              | Mark France                | 336                     | 0,65                    |
|                            | Indipendente                              | Ken Wheatley               | 307                     | 0,59                    |
|                            |                                           |                            |                         |                         |
| Iscritti                   | Iscritti                                  | Iscritti                   | 73 130                  | 100,00                  |
| ↳ Votanti (% su iscritti)  | ↳ Votanti (% su iscritti)                 | ↳ Votanti (% su iscritti)  | 51 630                  | 70,60                   |
| ↳ Astenuti (% su iscritti) | ↳ Astenuti (% su iscritti)                | ↳ Astenuti (% su iscritti) | 21 500                  | 29,40                   |
|                            |                                           |                            |                         |                         |
|                            | Esito: collegio confermato a Conservatore |                            |                         |                         |

### Elezioni negli anni 2000
| Partito                    | Partito                                   | Candidato                  | Risultati 5 maggio 2005 | Risultati 5 maggio 2005 |
| Partito                    | Partito                                   | Candidato                  | Voti                    | %                       |
| -------------------------- | ----------------------------------------- | -------------------------- | ----------------------- | ----------------------- |
|                            | Conservatore                              | Julie Kirkbride            | 24 387                  | 51,01                   |
|                            | Laburista                                 | David Jones                | 14 307                  | 29,92                   |
|                            | Lib Dem                                   | Sue Haswell                | 7 197                   | 15,05                   |
|                            | UKIP                                      | Paul Buckingham            | 1 919                   | 4,01                    |
|                            |                                           |                            |                         |                         |
| Iscritti                   | Iscritti                                  | Iscritti                   | 70 724                  | 100,00                  |
| ↳ Votanti (% su iscritti)  | ↳ Votanti (% su iscritti)                 | ↳ Votanti (% su iscritti)  | 47 810                  | 67,60                   |
| ↳ Astenuti (% su iscritti) | ↳ Astenuti (% su iscritti)                | ↳ Astenuti (% su iscritti) | 22 914                  | 32,40                   |
|                            |                                           |                            |                         |                         |
|                            | Esito: collegio confermato a Conservatore |                            |                         |                         |

| Partito                    | Partito                                   | Candidato                  | Risultati 7 giugno 2001 | Risultati 7 giugno 2001 |
| Partito                    | Partito                                   | Candidato                  | Voti                    | %                       |
| -------------------------- | ----------------------------------------- | -------------------------- | ----------------------- | ----------------------- |
|                            | Conservatore                              | Julie Kirkbride            | 23 640                  | 51,75                   |
|                            | Laburista                                 | Peter M. McDonald          | 15 502                  | 33,93                   |
|                            | Lib Dem                                   | Margaret Rowley            | 5 430                   | 11,89                   |
|                            | UKIP                                      | Ian N. Gregory             | 1 112                   | 2,43                    |
|                            |                                           |                            |                         |                         |
| Iscritti                   | Iscritti                                  | Iscritti                   | 68 083                  | 100,00                  |
| ↳ Votanti (% su iscritti)  | ↳ Votanti (% su iscritti)                 | ↳ Votanti (% su iscritti)  | 45 684                  | 67,10                   |
| ↳ Astenuti (% su iscritti) | ↳ Astenuti (% su iscritti)                | ↳ Astenuti (% su iscritti) | 22 399                  | 32,90                   |
|                            |                                           |                            |                         |                         |
|                            | Esito: collegio confermato a Conservatore |                            |                         |                         |

## Risultati dei referendum

### Referendum sulla permanenza del Regno Unito nell'Unione europea del 2016
|             | Collegio   | Lasciare UE % | Rimanere in UE % |
| ----------- | ---------- | ------------- | ---------------- |
|             | Bromsgrove | 55,4%         | 44,6%            |
| Inghilterra | 53,3%      | 46,7%         |                  |
| Regno Unito | 51,9%      | 48,1%         |                  |